# Соколівка (Кременецький район)

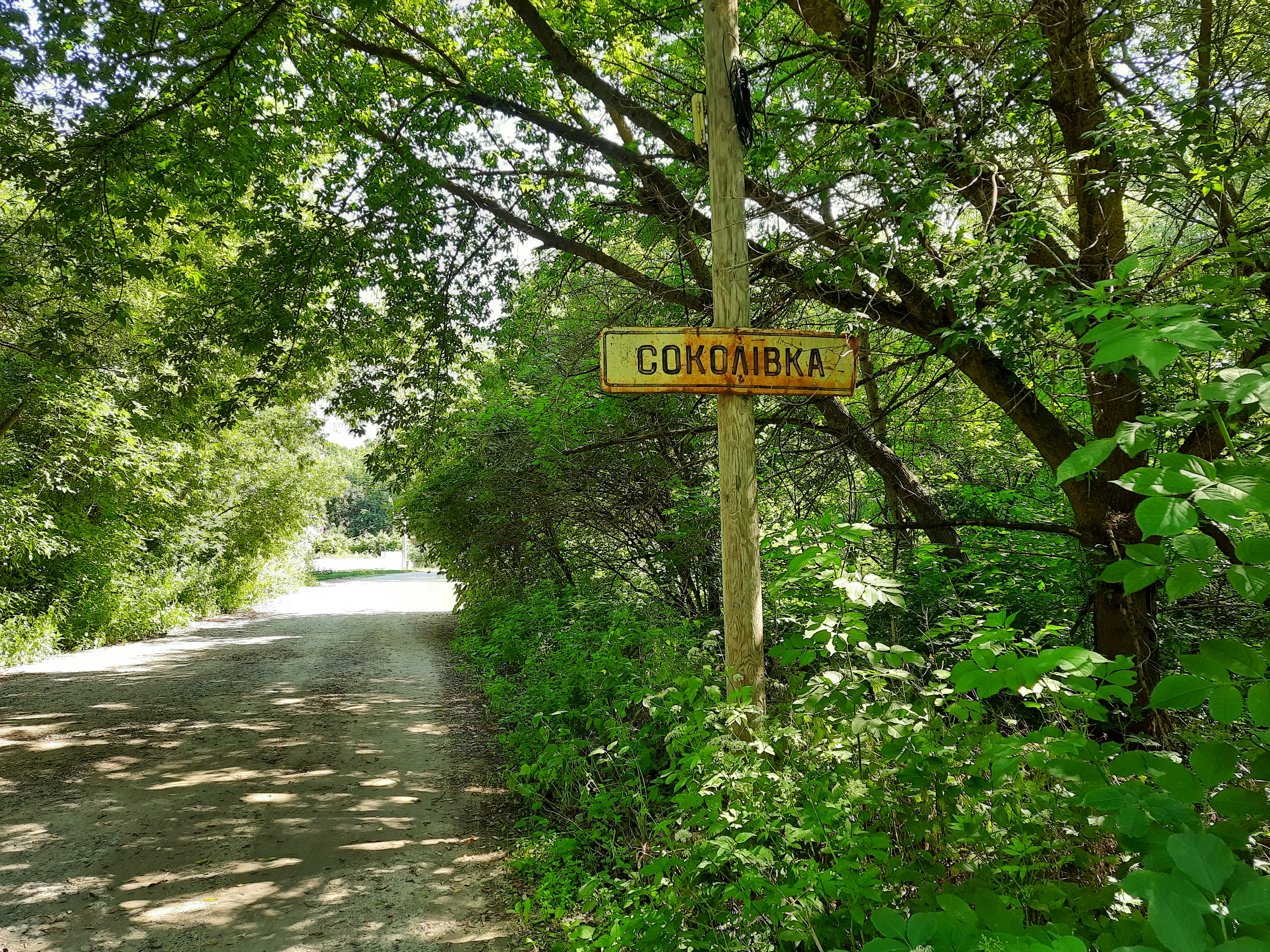
Дорожній знак при в'їзді в село

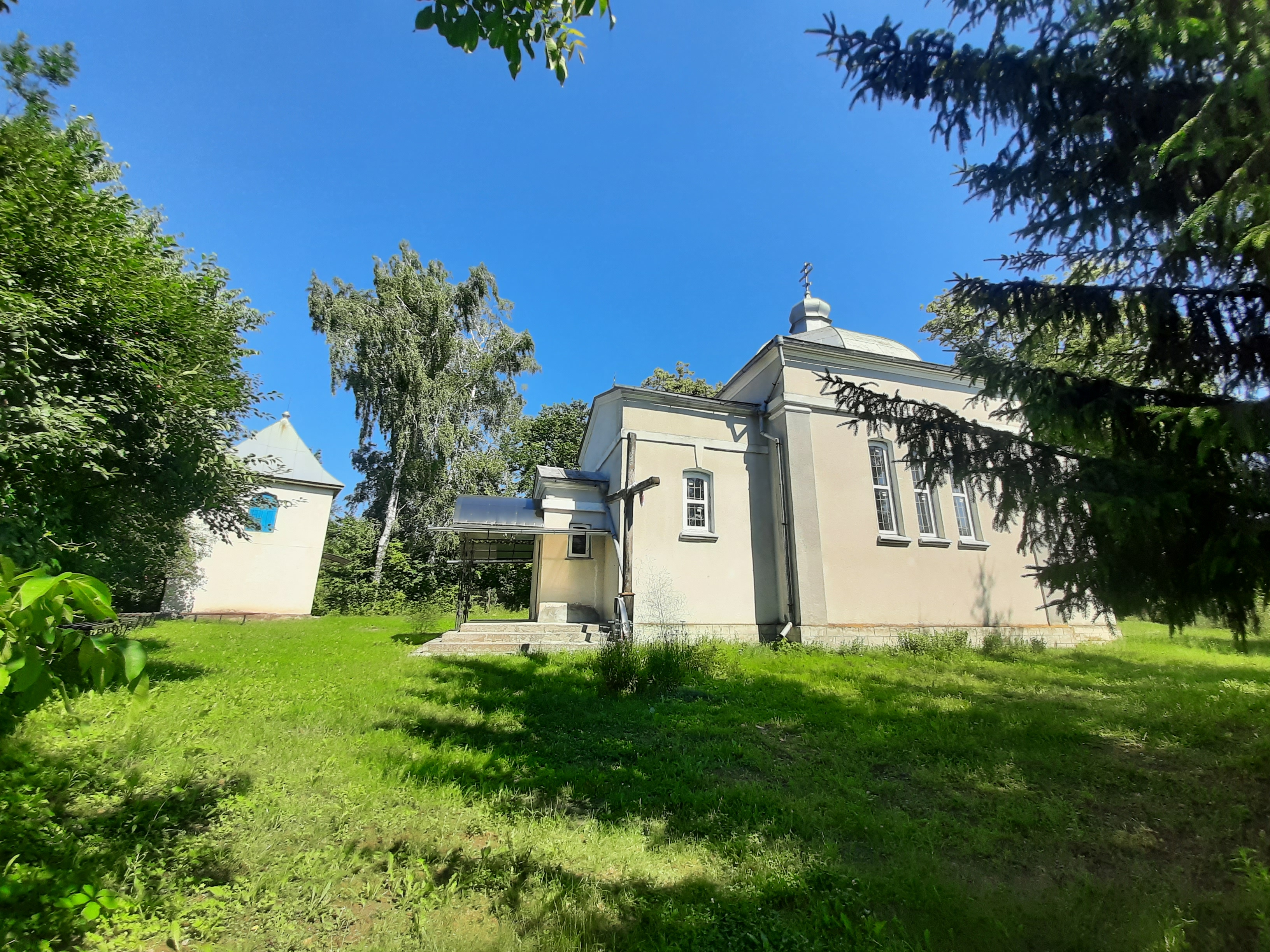
Церква Воздвиження Чесного Хреста Господнього

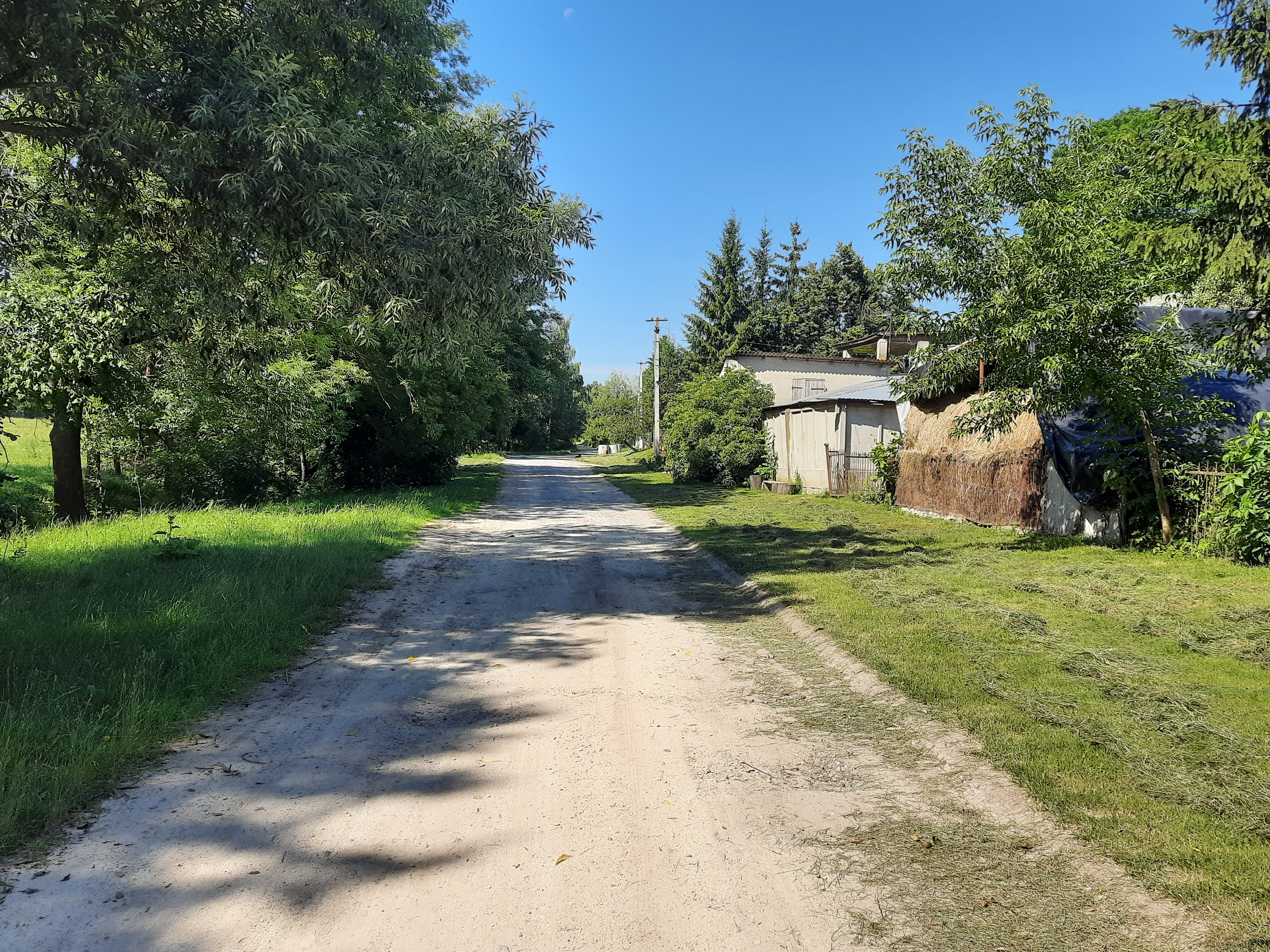
Сільська вулиця

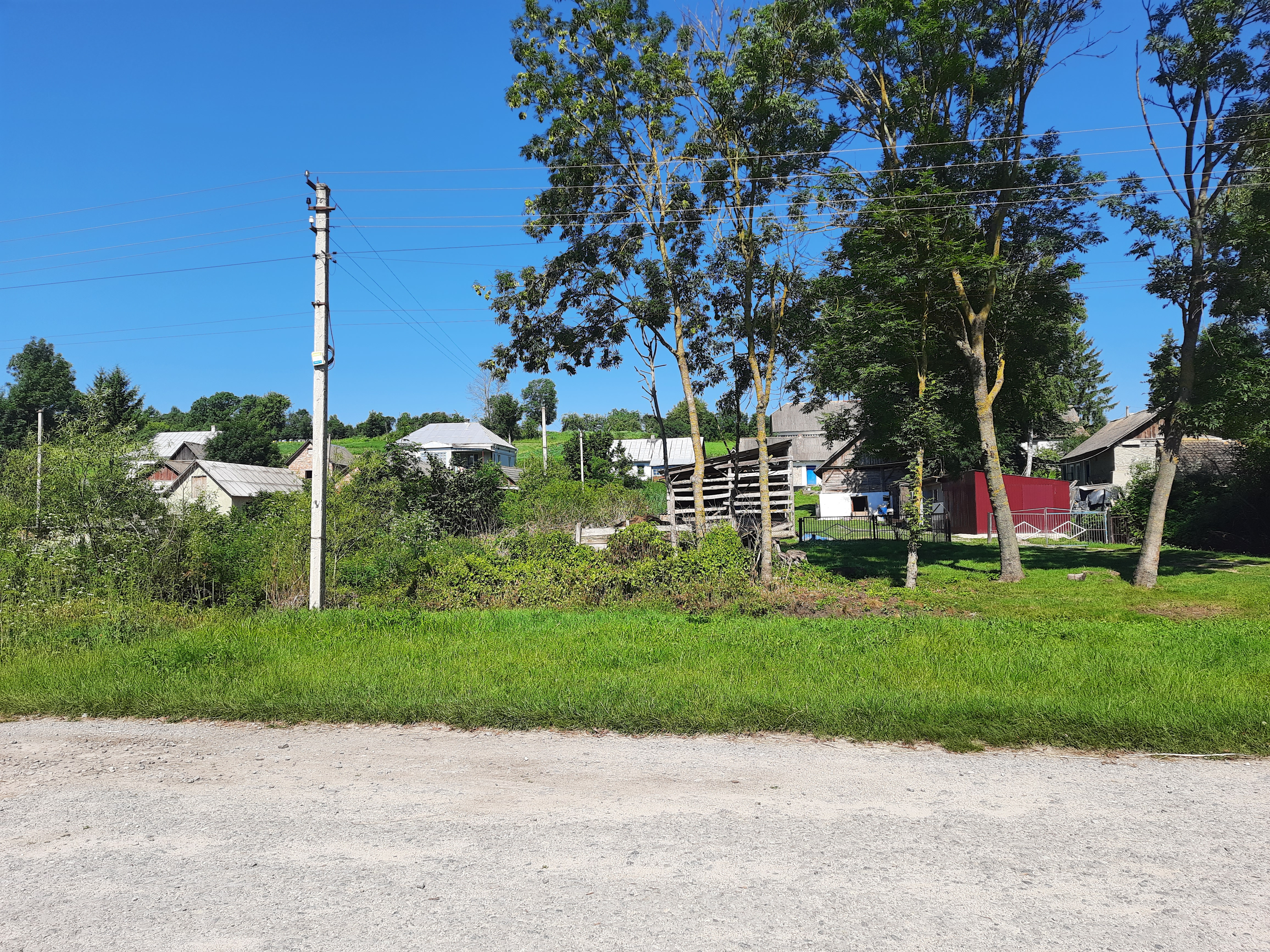
Сільський пейзаж

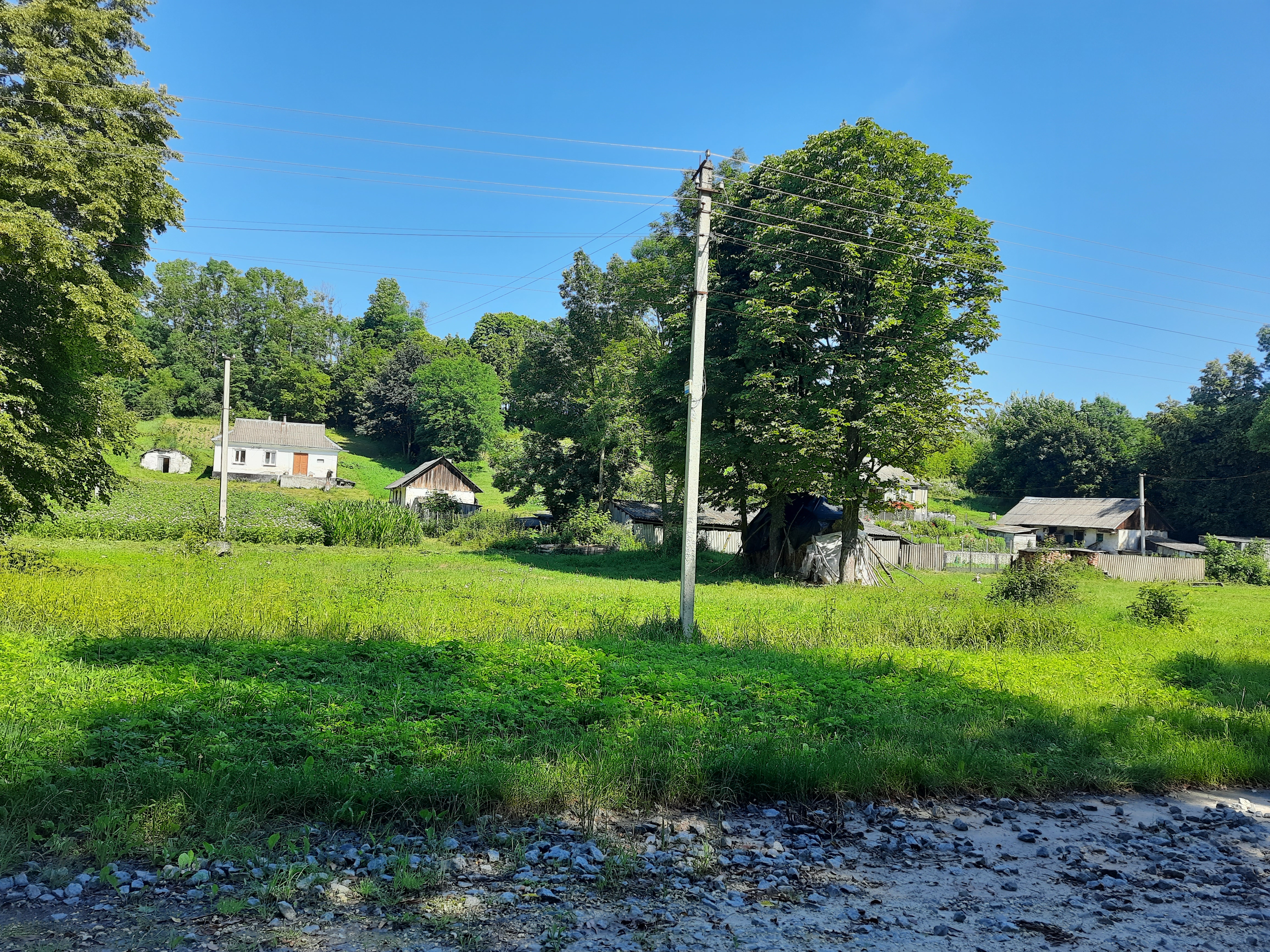
Сільський пейзаж

Соколі́вка  (або вул. Соколівка с. Вишгородок) — село в Україні, у Лановецькій міській громаді Кременецького району Тернопільської області. Розташоване на річці Свинорийка, на півдні району. До 2020 року було підпорядковане Вишгородській сільській раді.
Населення — 204 особи (2007).YouTube

## Історія
На 1936 рік село входило до ґміни Вишгородок Кременецького повіту.
12 червня 2020 року, відповідно до розпорядження Кабінету Міністрів України № 724-р «Про визначення адміністративних центрів та затвердження територій територіальних громад Тернопільської області» увійшло до складу Лановецької міської громади.
19 липня 2020 року, в результаті адміністративно-територіальної реформи та ліквідації Лановецького району, село увійшло до складу Кременецького району. 

## Населення

### Мова
Розподіл населення за рідною мовою за даними :
| Мова       | Кількість | Відсоток |
| ---------- | --------- | -------- |
| українська | 225       | 99.56%   |
| російська  | 1         | 0.44%    |
| Усього     | 226       | 100%     |

## Пам'ятки
Є церква Воздвиження Чесного Хреста (1930, кам'яна). Встановлено пам'ятний хрест на місці старої церкви.

## Соціальна сфера
Діє торговельний заклад.